# مايك فيليبس (كاتب جريمة)
مايك فيليبس (بالإنجليزية: Mike Phillips) هو صحفي بريطاني، ولد في 8 أغسطس 1941 في جورج تاون في غيانا.